# Rodahal

De Rodahal is een evenementenhal in de Nederlandse plaats Kerkrade.
De hal werd in 1966 gerealiseerd, en wordt gebruikt voor sportevenementen, manifestaties en congressen. Ook het Schlagerfestival werd er tot eind jaren 90 jaarlijks gehouden. Het ontwerp is van Laurens Bisscheroux (1934-1997). Bijzonder aan het gebouw is de hangende dakconstructie, gebaseerd op ontwerpen van de Zweedse ingenieur David Jawerth. Van de zijkant bekeken heeft deze constructie de vorm van een vlinderdas, in de volksmond ‘ut sjtriksje’ genoemd. Deze vorm is een verwijzing naar het Limburgse heuvelland.
Voor het Wereld Muziek Concours van 1993 onderging de Rodahal een renovatie die in de eerste fase 5,9 miljoen gulden kostte, gedeeltelijk gefinancierd door het Europees Fonds voor Regionale Ontwikkeling. Deze begroting werd echter al gauw overschreden. Met een stoelenactie, waarbij iedereen symbolisch een stoel kon kopen, werd het tekort aangevuld en kon in 1997 met 1,3 miljoen extra de renovatie worden voltooid. Ook in 2008 werd de hal gerenoveerd. Deze renovatie kostte 11,7 miljoen euro en begon in in augustus 2008 met financiering van de gemeente. De entree werd verplaatst en er werden geluidswerende maatregelen genomen. In november 2009 werd de hal heropend.